# Premê
Premê, anteriormente conhecido como Premeditando o Breque, é um grupo musical paulistano criado em setembro de 1976, por estudantes da USP.

## História

### Início independente (1976-1982)
O grupo destacou-se desde o início tanto pelas letras irreverentes e bem-humoradas quanto pela qualidade musical, baseada em arranjos sofisticados, fundindo MPB, choro, rock e até mesmo música erudita.
Já em 1979, o samba-de-breque Brigando na Lua era premiado com o segundo lugar no 1º Festival Universitário de Música Popular Brasileira. No ano seguinte, o grupo começaria a se celebrizar em apresentações no Teatro Lira Paulistana - um reduto da música independente paulista de então -, ao lado de nomes igualmente emergentes da cena musical paulista como Arrigo Barnabé, Itamar Assumpção e Grupo Rumo.[carece de fontes?] Concorrendo, um grupo que tinha um jovem estudante de Engenharia Agrícola chamado Marcelo Rubens Paiva. Também em 1980, participaram do festival MPB-80, defendendo a música Empada Molotov.
Em 1981, o grupo lançou seu primeiro disco Premeditando o Breque, conseguindo notoriedade no meio universitário e intelectual. Neste período, o Premê era formado por Marcelo (Antônio Marcelo Galbetti), Claus (Claus Erik Petersen), Igor (Igor Lintz Maués), Mário Manga (Mário Augusto Aydar) e Wandy (Wanderley Doratiotto).
E logo em seguida, em 1982, a banda chegou à etapa final do festival MPB Shell, promovido pela Rede Globo. A canção apresentada no Maracanãzinho lotado foi O Destino Assim o "Quiz" ou simplesmente Lencinho, como ficou conhecida.

### O sucesso nas rádios (1983-1987)
O maior sucesso do repertório viria em 1983, no LP Quase Lindo. Trata-se da canção São Paulo, São Paulo, uma divertida referência a New York, New York, mas adaptada à capital paulista. A canção foi incluída na trilha sonora da novela Vereda Tropical.
Outra canção que ficou conhecida do grupo foi Lua de Mel, do álbum O Melhor dos Iguais, numa época em que Cubatão era considerada uma das mais poluídas cidades do mundo.
O grupo despertou o interesse de uma multinacional, a EMI, e a partir daí lançou, em 1985 e 1986, três LPs - O Melhor dos Iguais, Grande Coisa e Dê Folga ao Seu Programador.
Os discos não tiveram o mesmo sucesso dos anteriores. Segundo alguns críticos, isso ocorreu pelo fato de terem na produção o carioca Lulu Santos, a serviço de uma grande gravadora (dois fatores supostamente contraditórios com a proposta da banda).
Entre 1988 e 1991, o grupo cessou suas atividades.

### A volta do grupo (1991-presente)
No ano de 1991, o Premê lançou o álbum Alegria dos Homens pela gravadora Eldorado e 6 anos depois, o show Premê Vivo. Em 2000, um novo show, batizado de "Brasil 500 anos", reavivou a atenção do público pelo grupo. O grupo continua na ativa, mas com shows esporádicos.
Numa votação popular realizada em São Paulo no ano de 2003 para eleger a música-símbolo da cidade, a canção São Paulo, São Paulo ficou em 2º lugar, atrás de Trem das Onze, de Adoniran Barbosa. A canção Rubens foi regravada por Cássia Eller em seu primeiro disco, em 1990 e Carrão de Gás foi regravada pela banda Tubaína em seu CD "Polka Vergonha", de 2000.[carece de fontes?]

#### O documentário (2015)
Em 2015 foi lançado o documentário Premê Quase Lindo, repleto de cenas raras de arquivo e depoimentos dos integrantes e ex-integrantes do grupo.

#### Caixinha do Premê (2019)
Em maio de 2019 foi lançada, pelo Selo Sesc, a Caixinha do Premê, contendo um álbum inédito e outros seis discos oficiais de carreira.

## Discografia

### Álbuns de estúdio
- Premeditando o Breque (1981) - Spalla/Continental
- Quase Lindo (1983) - Lira Paulistana/Continental
- O Melhor dos Iguais (1985) - EMI-Odeon
- Grande Coisa (1986) - EMI-Odeon
- Dê Folga ao Seu Programador (1986) - EMI-Odeon
- Alegria dos Homens (1991) - Eldorado
- Como Vencer na Vida Fazendo Música Estranha - Vol. VII (2019) - Selo Sesc

### Álbuns ao vivo
- Vivo (1997) - Velas

### Compactos
- Empada Molotov/Frevura (1980) - RGE
- Pinga com Limão/O Destino Assim o "Quiz" (1982) - Lira Paulistana/Continental
- São Paulo, São Paulo/Lava Rápido - (1983) - Lira Paulistana/Continental
- Balão Trágico (1985) - EMI-Odeon
- Lua de Mel (1985) - EMI-Odeon
- Vida Besta (1985) - EMI-Odeon
- Rubens (1987) - EMI-Odeon

### Compilações
- Caixinha do Premê (2019) - Selo Sesc

## Integrantes
- Wandi Doratiotto - voz, cavaquinho e violão
- Mário Manga - voz, guitarra, violão e cello
- Claus Petersen - voz, sax e flauta
- Marcelo Galbetti - voz, piano, violão, clarinete
- Danilo Moraes - voz, violão e baixo
- Adriano Busko - bateria e percussão

### Ex-integrantes
- Skowa (1979-1981)
- Igor Lintz Maués (1976-1983)
- Osvaldo Luiz Fagnani (1976-1985)
- Azael Rodrigues (1976-1983)
- A. C. Dal Farra (1983-1987)
- Sylvinho Mazzuca (1985-1987) (eventual desde 1991)